# Sleepy Princess in the Demon Castle
Sleepy Princess in the Demon Castle (魔王城でおやすみ?, Maōjō de oyasumi, lett. "Sonnellino nel castello demoniaco") è un manga scritto e disegnato da Kagiji Kumanomata, serializzato sulla rivista Weekly Shōnen Sunday di Shogakukan dall'11 maggio 2016. Un adattamento anime, prodotto da Doga Kobo, è stato trasmesso in Giappone dal 5 ottobre al 21 dicembre 2020.

## Trama
La storia segue la principessa Syalis, una giovane principessa rapita dal Re Demone, e il suo tentativo di dormire bene mentre è imprigionata. Nonostante i tentativi del Re Demone, la principessa trasforma il suo rapimento in una vacanza; stanca dello stress della vita reale, è indifferente alla situazione.

## Personaggi

### Principali

Syalis nell'anime

Principessa Syalis (スヤリス姫?, Suyarisu hime)
Doppiata da: Inori Minase
La principessa Syalis, il cui nome completo è Aurora Sya Lis Buonsonno (オーロラ・h夜・リース・カイミーン?, Ōrora Suya Rīsu Kaimīn), è la protagonista della serie nonché la principessa del Regno Unificato di Buonsonno. La stella nei suoi occhi è il simbolo della famiglia reale. Come principessa del Regno Unificato, possiede tutte le qualità necessarie per essere amata dal popolo. È di carattere tranquillo e parla poco, ma interiormente è molto indipendente e a volte pungente nei suoi commenti.
Rapita e tenuta prigioniera nel castello del Re Demone, Syalis trascorre la sua vita in una prigione che però soddisfa tutte le sue necessità di cibo, vestiti e alloggio. Annoiata dalla monotonia, dedica il suo tempo a cercare metodi per dormire meglio, vivendo la sua prigionia con grande libertà e senza intenzione di fuggire. Poiché è stata rapita mentre dormiva, indossa sempre il pigiama. Mostra scarso interesse per gli altri, inclusi il suo promesso sposo, l'eroe Akatsuki, e i mostri del castello, ai quali non cerca nemmeno di ricordare i nomi, preferendo soprannomi o impressioni personali. Tuttavia, durante un evento di Halloween in cui non riusciva a distinguere chi fosse chi, ha fatto uno sforzo per imparare a riconoscerli. Nonostante il suo aspetto delicato, possiede un'elevata forza combattiva, anche se essendo umana è vulnerabile a trappole e condizioni anomale, morendo spesso e venendo resuscitata dal Demone Chierico. È abile nei lavori pratici: realizza da sola oggetti personali come fermagli per i capelli o mutandine di lana, fino a mobili complessi. Pur essendo mancina, in alcune occasioni usa la mano destra per scrivere o incidere.
Cresciuta come membro della famiglia reale, a volte mostra un distacco dalla sensibilità comune, causando incidenti con dichiarazioni o azioni audaci, che spesso la fanno rimproverare dai mostri. La corona che indossava l'ha regalata allo Stregone delle forbici, e come arma principale usa un enorme paio di forbici ricevute in cambio. Possiede anche una granata nascosta in un batuffolo di peluria bianca del pigiama. Syalis è soddisfatta della sua vita al Castello Demoniaco, ben lontana dagli impegni e dallo stress della vita reale. Anche i mostri, pur esasperati dal suo comportamento, cominciano ad affezionarsi a lei. In una situazione in cui i membri dei Dieci Grandi Guerrieri vennero insultati dagli umani nella zona neutrale, si mostrò irritata; inoltre, cercò inconsapevolmente di mediare tra Spinadillo e il Minotauro, che stavano litigando, dimostrando un affetto crescente verso i mostri. Infine, ha un complesso per la sua lingua leggermente corta.
Re Demone Tasogare (魔王タソガレ?, Maō Tasogare)
Doppiato da: Yoshitsugu Matsuoka
Il Re Demone Tasogare è il capo della razza demoniaca e il responsabile del rapimento della principessa Syalis. Sebbene sia il Signore dei Demoni, non è affatto un personaggio intimidatorio o spietato; anzi, spesso appare infastidito dalle buffonate della principessa e talvolta si lascia trascinare dalle sue azioni. La principessa lo definisce "puro", e in effetti Tasogare mostra molti tratti infantili e un cuore gentile, poco consoni a un tipico signore oscuro. Tasogare è apparso dalle profondità della terra e ha dichiarato di voler prendere il controllo assoluto del potere, diviso tra umani e demoni. Tuttavia, ciò che lo preoccupa maggiormente è la "gestione delle flag" (eventi e condizioni tipiche degli RPG), l'equilibrio dei combattimenti e il bilanciamento del gioco, e si diverte a modificare il percorso dell'eroe Akatsuki per evitare che arrivi troppo facilmente al castello o fallisca nel suo intento. Il suo aspetto è quello di un giovane umano e possiede una seconda forma, più grande e dall'aspetto minaccioso, ma non la usa perché intimidisce troppo il prossimo.
Nutre un grande rispetto e affetto per suo padre, il precedente Re Demone Ushimitsu, mostrando un lieve complesso di Edipo. Quando combatte seriamente, cambia forma. Dieci anni prima era un bambino timido e introverso. In un'occasione, a seguito di un piccolo cambiamento storico causato dalla principessa che viaggiava nel passato, divenne severo e indipendente, rifiutando l'aiuto di chiunque. Nonostante il suo enorme potere e senso di responsabilità come Re Demone, Tasogare ha molti lati insicuri e soffre spesso di stress. Si sente in colpa nei confronti della principessa, poiché è lui la causa della sua prigionia, e cerca di trattarla con attenzione, anche se viene regolarmente messo in difficoltà dalle sue stranezze. Tuttavia, entrambi, in quanto membri di famiglie reali, discutono seriamente del futuro degli umani e dei demoni. Pur ritenendo necessario porre fine alla guerra con gli umani, non desidera la loro distruzione, ma mira a un regno in cui tutti possano vivere felici e dormire sonni tranquilli. Da bambino aveva difficoltà a distinguere il sesso dei coetanei: per esempio, pensava che Zetsuran fosse un ragazzo. Inoltre, si scopre che il suo primo amore fu Akatsuki, che da piccolo si faceva chiamare "Yū-chan" e aspirava a diventare un eroe.

### Dieci Grandi Guerrieri
I Dieci Grandi Guerrieri (十傑衆?, Jikketsu Shū) sono i dieci principali comandanti direttamente subordinati al Re Demone. Tuttavia, in realtà non sono ancora arrivati al numero di dieci membri e, al loro posto, la principessa partecipa alle riunioni, tanto che si può considerare che la principessa stessa faccia parte effettivamente del gruppo.
Demone Chierico (あくましゅうどうし?, Akuma shūdōshi)
Doppiato da: Kaito Ishikawa
Il Demone Chierico è un membro della razza demoniaca e il capo dell'area chiamata "Cattedrale dei Demoni" all'interno del Castello del Re Demone. È un giovane dal comportamento gentile e pacato, ma in realtà è molto più anziano del Re Demone Tasogare e in passato è stato un teppista (yankee). Soffre di problemi alla schiena e viene scherzosamente chiamato "vecchietto" da Poseidone. Quando qualcuno muore nel castello, è quasi sempre lui a resuscitarlo con la sua magia. Tuttavia, è spesso infastidito dalla principessa Syalis, che tende a rubare le bare usate come equipaggiamento per dormire, complicandogli il lavoro. La Cattedrale dei Demoni venera un dio oscuro e durante il periodo natalizio organizza una "messa oscura", che in realtà è una festa di Natale. In battaglia, il Demone Chierico agisce principalmente come guaritore, ma quando attacca si trasforma in un negromante. Per esempio, durante uno scontro tra il Drago del Fuoco Venefico e Akatsuki, ha piazzato una bomba potente per distruggere sia il drago che il nemico. Da quando la principessa Syalis è arrivata, il numero di morti è aumentato drasticamente, costringendolo a un lavoro estenuante di resurrezioni. All'inizio la vedeva come una nipotina un po' difficile da gestire, ma con il tempo gli altri hanno notato che prova sentimenti amorosi per lei, e spesso la sua gelosia esplode quando qualcun altro mostra interesse per la principessa. La sua vera identità è Léonard, soprannominato affettuosamente "Leo-kun" dalla principessa, che però sbaglia il suo nome chiamandolo "Leotard".
Grande Siberiano Rosso (レッドシベリアン・改?, Reddo Shiberian-Kai)
Doppiato da: Chikahiro Kobayashi
Il Grande Siberiano Rosso è un demone della razza bestiale, fedele servitore e leale cane da guardia del Re Demone, incaricato di far rispettare le regole all'interno del castello. Ha una testa di cane e un corpo umanoide. È un personaggio rigoroso e inflessibile, che dà molta importanza alla disciplina. Comanda un gran numero di subordinati della sua stessa specie, i Siberiani Rossi, e ogni giorno si occupa di mantenere l'ordine nel castello seguendo il "Codice del Castello del Re Demone" da lui stesso redatto. Il Grande Siberiano Rosso è piuttosto rigido e non ha molti hobby o passioni, anche se ama molto la carne. Una sua caratteristica fisica distintiva è la folta pelliccia sul petto. In battaglia, spesso combatte in gruppo con i suoi simili, ma è anche molto abile nel combattimento singolo, usando tecniche come il sabbat, gli artigli e i denti. Ogni volta che la principessa Syalis combina qualche guaio, lui cerca di farle la predica ricordandole che dovrebbe comportarsi come un'ostaggio. Tuttavia, lei si stende sulla sua pelliccia sul petto come se fosse una coperta e addirittura usa le sue prediche come ninna nanna, rendendo i suoi tentativi completamente inefficaci e trasformando il tutto in un gioco senza fine. Questo però dimostra anche che il Grande Siberiano Rosso è abbastanza forte da poter contrastare la principessa quando vuole, anche se di solito interviene solo dopo che qualche danno è stato fatto. Ha pensato di tagliarsi la pelliccia sul petto per evitare che la principessa la usi come coperta, ma non può farlo perché il Re Demone Tasogare apprezza molto quella pelliccia. Dieci anni prima, aveva l'aspetto di un cane normale. In una storia alternativa modificata, Tasogare, che non voleva che lui fosse in prima linea o al lavoro, gli ha tolto i poteri magici, facendolo tornare a essere un cane comune.
Neo Alraune (ネオアルラウネ?, Neo Aruraune)
Doppiata da: Sayaka Ōhara
Neo Alraune è un demone femminile appartenente alla tribù delle piante e capo dell'area vegetale chiamata "Giardino dei fiori segreti" nel Castello del Re Demone. È una figura gentile e materna che si prende cura della principessa Syalis con affetto protettivo. Pur essendo disposta a chiudere un occhio sulle numerose morti che il Demone Chierico è costretto a rianimare, Neo Alraune si è infastidita quando ha scoperto che suo fratello maggiore, un demone a forma di tronco d'albero, è stato ucciso dalla principessa durante uno dei suoi soliti assurdi piani per dormire meglio. Neo Alraune possiede attacchi che infliggono gravi condizioni negative e ha anche un fascino particolare. È una sostenitrice della moralità sessuale e mantiene una disciplina giusta e personale, in contrasto con il Grande Siberiano Rosso, che invece applica rigidamente le leggi del Re Demone Tasogare. Neo Alraune ha fiori dai nomi sconosciuti che sbocciano sulla sommità della testa e alle punte dei capelli. La principessa Syalis la definisce "sexy" e invidia il suo stile irregolare, cosa che a Neo Alraune non piace molto. Un dettaglio curioso del suo passato è che ha lavorato part-time come la leggendaria "Maschera di Sidro di Veleno", una bella donna dirigente nel primo spettacolo "Poison Apple Man's Show".
Drago delle sabbie (サンドドラゴン?, Sando Doragon)
Il Drago delle sabbie è un demone della tribù dei draghi. Inizialmente ha ricoperto il ruolo di "punta di lancia" (il primo ad affrontare il pericolo) tra i Dieci Grandi Guerrieri, ma è stato sconfitto dall'eroe Akatsuki. Dopo la sconfitta, si è ritirato per un certo periodo vicino al Forte del Deserto, ma in seguito è tornato al Castello del Re Demone. Originariamente, come suggerisce il nome, aveva l'aspetto di un drago fatto di sabbia. Successivamente, però, si presenta in una "modalità di risparmio energetico" con l'aspetto di un giovane umano che indossa occhiali (puramente estetici). A prima vista, appare calmo e con modi educati. Tuttavia, in realtà ha un temperamento irascibile e, quando si arrabbia, il suo corpo emette sabbia (anche se, da quanto mostrato nel capitolo 215 del volume 17, sembra che la sabbia appaia quando le sue emozioni si esaltano). Il suo modo di parlare è sempre formale e rispettoso, e non cambia nemmeno quando è furioso. Viene chiamato "Sandra (サンドラ?, Sandora)" da Zetsuran, sua amica d'infanzia, e prova segretamente dei sentimenti per lei. La principessa Syalis lo chiama "Signor Bagno di Sabbia".
Drago del Fuoco Venefico (かえんどくりゅう?, Kaen doku Ryū)
Doppiato da: Takaya Kuroda
Il Drago del Fuoco Venefico è un demone metà drago e metà demone, anche se il suo aspetto non ricorda molto quello di un drago. È il capo dell'area infuocata chiamata "Antico Grande Vulcano". Ha una personalità tenace e vendicativa, ma è anche molto sfortunato. Per prevenire incidenti causati dalle sue potenti ghiandole velenifere nella bocca, copre gran parte del volto con uno scudo protettivo. La principessa Syalis lo chiama affettuosamente "Fire Daruma-kun", ovvero "Signor Palla di Fuoco". Il suo vero nome è "Aji-Dahāka (アジ＝ダハーカ?)", ma ha scelto di usare il nome attuale perché il primo gli sembrava "troppo da pesce". Dopo il Drago delle sabbie, è stato sconfitto dall'eroe Akatsuki. La sua sconfitta è stata in parte causata da un errore di distrazione della principessa e degli altri membri dei Dieci Grandi Guerrieri, che ha portato a uno scambio di alcuni oggetti di supporto destinati alla battaglia contro l'eroe. In particolare, il Demone Chierico, turbato dal fatto che l'eroe fosse il promesso sposo della principessa, ha inserito una potente bomba con l'intento di far saltare in aria sia il Drago del Fuoco Venefico che l'eroe, causando la sconfitta definitiva. È un amico d'infanzia di Zetsuran e del Drago delle sabbie, ma è più anziano di loro.
Hades (ハデス?, Hadesu)
Doppiato da: Kishō Taniyama
Hades è un demone appartenente alla stirpe divina e uno dei membri più potenti dei Dieci Grandi Guerrieri. È il fratello maggiore di Poseidone e non riconosce l'ascesa di Tasogare come Re Demone, perciò si è ritirato dal Castello Demoniaco attuale e ha stabilito la sua base nel vecchio castello, dove si proclama sovrano. Come arma usa una gigantesca falce. Ha un atteggiamento arrogante e prepotente, trattando Tasogare come un "giovane inesperto" e mostrando un forte antagonismo verso di lui. Tuttavia, essendo solo leggermente più anziano, a volte lascia trasparire un certo affetto nascosto, tanto che la principessa Syalis li ha visti interagire amichevolmente come due amanti di cani. Nonostante riesca a dare consigli ragionevoli agli altri, quando si tratta di sé stesso diventa estremamente miope, al punto da non accorgersi nemmeno se qualcuno gli strappa i vestiti durante una conversazione. Hades ha rapito la principessa dal Castello Demoniaco attuale e provoca Tasogare, sostenendo che non riesce nemmeno a controllare un ostaggio. Tuttavia, anche lui viene spesso preso in giro e la principessa si muove liberamente tra il vecchio e il nuovo castello. Tiene molto ai suoi fratelli minori, Poseidone e Zeus, ma è terribilmente goffo nell'esprimere i suoi sentimenti, tanto da lasciare la principessa sbalordita. Nel capitolo 264, Hades è il personal trainer dedicato a Spinadillo, spronandolo duramente a perdere peso.
Poseidone (ポセイドン?, Poseidon)
Doppiato da: Takeo Ōtsuka
Poseidone è un demone appartenente alla stirpe divina e il capo dell'area degli abissi chiamata "Regno Profondo Dimenticato". È il fratello minore di Hades e, pur essendo un dio del mare con un rango molto elevato, per varie ragioni è sotto il comando del Re Demone Tasogare. Ha l'aspetto e la mentalità di un giovane ragazzo, con un'età mentale corrispondente. Prova una certa avversione (non del tutto seria) per le somiglianze che ha con suo fratello Hades. Come suggerisce il suo nome, ha il dominio sull'acqua ed è esperto in lavori idraulici, spesso partecipando alle squadre di riparazione. Inoltre, è abile nell'uso della magia di teletrasporto. Prova gelosia verso il rapporto fraterno tra Hades e Tasogare, che si trattano come fratelli maggiori e minori, anche se non odia Tasogare; i suoi sentimenti sono quindi complessi. Dopo secoli di separazione, ha anche avuto difficoltà a riavvicinarsi al fratello Zeus, mostrando preoccupazioni riguardo ai rapporti familiari. La sua presenza aumenta l'umidità nell'ambiente, e questo ha portato a frequenti litigi con la principessa Syalis, che si sono risolti solo grazie all'intervento del Demone Chierico, che si è messo in mezzo per mediare. Nonostante ciò, Poseidone considera la principessa una sua amica e spesso ruba dalla sua cella creature carine come i demoni orsetto e le melanzafoche. La principessa lo chiama "il nudista" a causa del fatto che non indossa mai una maglietta. Nel giorno del mare (una festività), riceve la fede degli umani e può assumere un aspetto adulto, anche se la sua personalità rimane sostanzialmente invariata.
m.o.t.h.e.r
m.o.t.h.e.r è un demone appartenente alla tribù dei meccanismi ed è il capo dell'area meccanica chiamata "Paradiso Perfetto". È un umanoide riservato e ansioso, che si è ritirato nella sua area, contribuendo però alla creazione di molti demoni meccanici, il che lo rende un personaggio importante e un po' ingombrante. Originariamente nato come un chimera appartenente alla tribù delle bestie magiche, ha trovato il suo corpo scomodo e si è sottoposto a diverse modifiche fino a raggiungere l'attuale forma meccanica. Dopo aver visto la principessa Syalis come un essere estremamente aggressivo, ha creato il robot ostaggio "Hime Robo Mark III" come arma. Successivamente, si è preoccupato per la privacy della principessa, che è diventata troppo esposta, e le ha dato diversi avvertimenti. È coetaneo del Demone Chierico, anche se quest'ultimo è più giovane, e entrambi sono stati assistiti da Somnus.
Strega Silmos (魔女シルモス?, Majo Shirumosu)
Silmos è una maga appartenente alla tribù degli insetti magici, con un aspetto ispirato al baco da seta. È a capo dell'area chiamata "Foresta di Seta". In passato ha avuto contatti con la famiglia reale umana, da cui nacquero dissapori; per questo motivo si dice che odi particolarmente gli umani e la loro nobiltà. Prima dell'arrivo della principessa, non era in sintonia con le politiche del Re Demone e si era ritirata, ma dopo un incontro con Amulis è tornata in attività. Nonostante il suo aspetto infantile, è considerata una delle figure più anziane tra i Dieci Grandi Guerrieri.
Mago Zastarl (魔術師ザスタル?, Majutsushi Zasutaru)
Zastarl è l'ultimo membro ad entrare nei Dieci Grandi Guerrieri ed è un potente incantatore specializzato nel controllo mentale. Non ha un'area di competenza specifica perché è stato dimenticato per molto tempo. Mentre Silmos è una maga, lui è un incantatore, una distinzione importante in questo mondo dove le maghe sono molto più numerose degli incantatori veri e propri. Nonostante sia uno degli incantatori più potenti, il suo carattere un po' svampito ha causato la sua stessa sparizione dall'esistenza, tanto che nessuno si ricordava di lui al momento della sua nomina nei Dieci Grandi Guerrieri. Ora che è stato finalmente riconosciuto, è ufficialmente parte del gruppo.

### Subordinati
Mostri che lavorano nel Castello Demoniaco. Alcuni hanno nomi propri, ma generalmente vengono chiamati con il nome della loro specie.
Demoni orsetto (でびあくま?, Debia kuma)
Doppiati da: Inori Minase e Saori Hayami
Demoni orsetto di basso rango, noti per il loro aspetto soffice e il carattere docile. Sono i principali animali domestici della principessa Syalis e spesso coinvolti in situazioni comiche all'interno del castello. Nonostante la loro natura codarda, sono molto affezionati alla principessa che spesso li spazzola per farsi consegnare le chiavi della sua cella.
Spinadillo (はりとげマジロ?, Haritoge Majiro)
Doppiato da: Rikiya Koyama
Demone bestia con le sembianze di un porcospino; è specializzato nel combattimento corpo a corpo, caratterizzato da un forte senso di amicizia e lealtà verso la principessa. È uno dei pochi a conoscere le sue insicurezze e spesso la protegge dalle situazioni più pericolose.
Minotauro (ミノタウロス?, Minotaurosu)
Doppiato da: Masashi Yamane
Demone bestia e amico di Spinadillo, rappresenta la voce della ragione nel castello. Spesso coinvolto nelle avventure della principessa, mostra un lato protettivo e gentile.
Goblin semplice del castello (やしき手下ゴブリン?, Yashiki teshita Goburin)
Doppiato da: Shinya Takahashi
Goblin appartenente alla razza degli spiriti, caratterizzato da un comportamento calmo e ragionevole. È spesso presente nelle vicende comiche del castello, nonostante abbia un comportamento bizzarro quando è nudo.
Frankenzombie (フランケンゾンビ?, Furankenzonbi)
Doppiato da: Kōichi Sōma
Zombie modificato appartenente alla razza dei non morti, noto per il suo atteggiamento spensierato e il senso dell'umorismo anche nelle situazioni difficili. Ama le missioni fuori dal castello e spesso si trova coinvolto nelle disavventure della principessa.
Manto mostruoso (おばけふろしき?, Obake furoshiki)
Doppiato da: Kōichi Sōma
Fantasma di stoffa pregiata, noto per il suo ciclo di caccia e vendetta con la principessa. Viene regolarmente fatto risorgere dal Demone Chierico ed è coinvolto in situazioni comiche ricorrenti. È il capo dei Manti fantasma.
Drago a due teste (ふたくびドラゴン?, Futakubi Doragon)
Doppiato da: Kōsuke Kobayashi
Drago con due teste, noto per la sua natura caotica e per essere un "distributore di guiai" nel castello. Le due teste parlano tra loro incessantemente, creando situazioni comiche e spesso causando problemi.
Renna squamosa (うろこトナカイ?, Uroko tonakai)
Doppiato da: Yoshinori Nakayama
Mostro draconico con aspetto simile a una renna, che funge da guaritore nel castello. È l'unico testimone della prima uccisione di un mostro da parte della principessa, evento che gli ha causato insonnia e trauma.
Dottor formichiere (アリクイ医師?, Arikui ishi)
Mostro fantasma con maschera da formichiere, noto per il suo comportamento pacato ma letale in battaglia, dove usa bisturi e aghi come armi. È spesso coinvolto come personaggio di sfondo nelle vicende della principessa.
Vampiro (きゅうけつき?, Kyuuketsuki)
Giovane vampiro che lavora come fattorino nella Cattedrale dei Demoni. Ama il sapore del sangue e porta sempre con sé una sacca di trasfusione. Nonostante il ruolo di basso rango, è spesso coinvolto nelle avventure della principessa.
Uomini della mela avvelenata (毒リンゴマンズ?, Doku ringo Manzu)
Trio di mostri a tema frutta (mela rossa, mela verde, pera gialla) che si definiscono "i più succosi del castello". Sono spesso vittime comiche e molto amati dai bambini del castello.
Genio dei Copertoni (タイヤ魔神?, Taiya majin)
Mostro formato dalla fusione di un demone e un copertone. Dopo che la parte di gomma è stata rimossa dalla principessa, la parte rimanente è diventata più agile, mentre la gomma è stata riutilizzata come armatura.
Professor Gearbolt (ギアボルト博士?, Giaboruto hakase)
Doppiato da: Hōchū Ōtsuka
Inventore e tecnico del castello, metà mostro metà macchina. Responsabile delle trappole e dei meccanismi di difesa del castello, spesso vede le sue invenzioni distrutte dalla principessa.
Melanzafoche (ナスあざらし?, Nasu azarashi)
Mostri marini a forma di foca con un ciuffo simile a un picciolo di melanzana. Dal carattere dolce e amate come mascotte, spesso sono viste in compagnia dei demoni orsetto. Possono evolvere in una forma più grande e potente, candidata a boss di area.
Demoni incubo con Demoni baku (あくむーwithバクムー?, Akumu with Bakumū)
Mostri speciali in grado di viaggiare tra il mondo dei sogni e la realtà. Akumu è una versione oscura dei demoni orsetto, mentre Bakumu è una creatura simile a un enorme tapiro. Gestiscono gli incubi nel castello.
Arpia (ハーピィ?, Hāpyi)
Doppiata da: Ayaka Ōhashi
Mostro uccello con capacità di volo, aspirante amica della principessa. È ingenua e spesso fraintesa, ma molto determinata a legare con la protagonista. Ha abilità eccezionali di ricognizione.
Compositore maledetto (のろいのおんがくか?, Noroi no ongakuka)
Fratello di Arpia, musicista e compositore della canzone militare del castello. Ha un carattere più serio e spesso di trova coinvolto nelle complicazioni causate dalla principessa.
Cer (ケル?, Keru), Ber (ベロ?, Bero) e Rus (スゥ?, Su)
Doppiati da: Shizuka Ishigami (Cer), Yukina Tomatsu (Ber) e Yurie Kozakai (Rus)
Tre cuccioli di cane demoniaco allevati da Hades. Ognuno ha una personalità distinta: Cer è deciso, Ber è piagnucolone mentre Rus ride spesso. Sono spesso spaventati dal Grande Siberiano Rosso e hanno un rapporto complesso con la principessa.
Somnus (睡魔?, Suima)
Doppiato da: Shin'ichirō Miki
Spirito del sonno che vive nel castello, dorme la maggior parte del tempo (almeno 20 ore al giorno). È esperto di studi sul sonno e diventa un mentore per la principessa, ammirando la sua dedizione al riposo.
Stregone delle forbici (シザーマジシャン?, Shizā Majishan)
Doppiato da: Jun'ichi Suwabe
Mostro meccanico con un braccio fatto di forbici, con un carattere effeminato e un ruolo di parrucchiere nel castello. Ha un rapporto amichevole con la principessa e rappresenta un personaggio unico nel castello.
Cubey (さっきゅん?, Sakkyun)
Doppiata da: Ari Ozawa
Giovane succuba, sorella minore di Ikkyun, con un carattere allegro ma poco intelligente. Ha un rapporto complicato con la principessa, che la considera una sosia e a volte la sua come "doppia".
Zeus (ゼウス?, Zeusu)
Fratello di Hades e Poseidone, dio del tuono. Ha una personalità tranquilla e rilassata,, vanta di poteri meteorologici. Entra nel castello per proteggersi e si integra con gli altri personaggi.
Zetlan (ゼツラン?, Zetsuran)
Figlia del capo dei draghi, guerriera potente e amica della principessa. Ha un carattere forte e ha avuto un ruolo importante nelle vicende al Re Demone Tasogare.
Ikkyun (いっきゅん?, Ikkyun)
Fratello maggiore di Cubey, suggubo pigro ma astuto, somigliante al re del Paese della principessa. È considerato un succubo di successo nonostante il suo carattere.

### Confederazione Umana
Aurora Nem Lis Buonsonno (オーロラ・音無・リース・カイミーン?, Ōrora Nemu Rīsu Kaimīn)
Doppiata da: Saori Hayami
Regina del Regno Unificato di Buonsonno e madre della principessa Syalis. Appare principalmente nei ricordi della principessa, spesso di spalle. Syalis sembra affezionata più alla madre che al padre, definendola "relativamente sensata, un po' tranquilla e che mi ama moltissimo". In realtà, la madre è piuttosto svampita ma nonostante ciò, svolge i suoi doveri regali.
Eroe Akatsuki (勇者アカツキ?, Yūsha Akatsuki)
Doppiato da: Hiro Shimono, Makoto Koichi (da bambino)
Akatsuki è l'eroe incaricato dalla Confederazione Umana di Buonsonno di salvare la principessa Syalis dal Castello Demoniaco. Sebbene siano amici d'infanzia e fidanzati, Syalis non ricorda chi sia e lo chiama sempre con un soprannome vago come "A-Qualcosa". Akatsuki è estroverso e amichevole, ma anche incredibilmente maldestro e incline agli errori, cosa che infastidisce la principessa e le causa incubi, specialmente quando entra nei suoi sogni. È noto anche per il suo scarso senso dell'orientamento, che spiega in parte perché la principessa sia stata prigioniera per un anno senza essere salvata. Akatsuki è un personaggio positivo, ma anche un po' ingenuo, tanto che i Dieci Grandi Guerrieri lo considerano "un tipo pazzo e pericoloso". È consapevole di agitarsi in presenza della principessa e si preoccupa per questo. È anche la causa del complesso della principessa riguardo alla sua lingua corta. Nonostante ciò, mostra gentilezza, proteggendo creature come i demoni orsetto, che poi si affezionano a lui. È un grande lavoratore, ha frequentato l'Accademia Reale come studente modello e studia anche durante le avventure. Ha incontrato da bambino un giovane Tasogare, chiamato "Mao-chan", e anche se la memoria è stata cancellata, Akatsuki conserva un ricordo vago e uno degli scopi del suo viaggio è quello di rincontrare "Mao-chan" (che inizialmente aveva scambiato per una femmina).
Kisho (キショウ?)
Compagno di viaggio di Akatsuki, indossa un'armatura giapponese tradizionale simile a quella di un samurai. È noto per le sue risposte taglienti. Riceve un'aura di "pace" dalla principessa, che gli permette di usare una tecnica per collegare il Castello Demoniaco allo spazio esterno, anche se questo provoca incubi alla principessa basati sui ricordi della sua infanzia con Akatsuki.
Raiko (ライコウ?)
Atleta di scherma magica e persona ammirata dalla principessa. Quando la principessa guardava le Olimpiadi invernali in TV, i demoni, incluso il Re Demone, hanno provato gelosia verso Raiko, anche se non sapevano che fosse una donna. Ha un aspetto androgino e successivamente si unisce al gruppo dell'eroe.
Kukororo Traware (クコロロ・トラワーレ?)
Guerriera umana che si definisce "fiera cavaliere donna", ma il suo comportamento e aspetto sono più simili a quelli di un ladro o un furfante. Viene da una zona rurale lontana dalla capitale reale dove si trovava la principessa. Parla una lingua diversa, quindi non riesce a comunicare con la principessa, e conosce solo la voce del doppiatore del notiziario che guarda. È competitiva e un po' imbranata. Combatte usando una pala.
Bianco (ビアンコ?) e Florence (フローレンス?)
Doppiati da: Tomokazu Sugita (Bianco) e Aoi Yūki (Florence)
Sono i presentatori umani di un programma di shopping televisivo chiamato Humans☆Shopping. Pur avendo una lunga carriera, questa è la loro prima collaborazione insieme. In passato, un'altra persona di nome Tepora partecipava al programma, ma si è ritirata.
Morgen (モルゲン?, Morugen)
Doppiato da: Kenta Miyake
Un paladino muscoloso che lavora nel castello di Buonsonno.
Stella del Vespro (ミョウジョウ?, Myoujou)
Doppiato da: Kenji Hamada
Un paladino che lavora nel castello di Buonsonno. È sveglio solo di notte e si addormenta quando è giorno.

### Altri
Alazif (アラージフ?, Arājifu)
Doppiato da: Ayane Sakura
Spirito del grimorio oscuro chiamato Alazif, che rappresenta la cristallizzazione della conoscenza arcana scritta dagli umani. Contiene numerosi incantesimi potenti, tanto da essere stato sigillato come "libro proibito" dalle stesse creature demoniache, per timore del suo potere. Nonostante la sua longevità, ha un'età mentale infantile a causa del lungo tempo trascorso in stato di sonno. Alazif considera la famiglia reale umana come "esseri da servire" e perciò si mostra generalmente severo e critico verso i demoni. Dopo che la principessa ha sciolto il sigillo che lo imprigionava, ha iniziato a seguirla, pur non potendo usare direttamente la sua magia, limitandosi a fornire potere e incantesimi. Spesso è costretto a utilizzare la sua grande forza per soddisfare le richieste futili della principessa. Inoltre, nutre simpatia per Cubey, che si mostra gentile con lui, e la supporta segretamente in diverse occasioni.

## Media

### Manga
La serie è scritta e disegnata da Kagiji Kumanomata. La serializzazione è iniziata sulla rivista Weekly Shōnen Sunday della casa editrice Shogakukan l'11 maggio 2016. I vari capitoli sono raccolti in volumi tankōbon dal 16 settembre 2016. In America del Nord la serie è edita dal 12 giugno 2018 da Viz Media.

#### Volumi
| Nº | Data di prima pubblicazione | Data di prima pubblicazione | Data di prima pubblicazione |
| Nº | Giapponese                  | Giapponese                  |                             |
| -- | --------------------------- | --------------------------- | --------------------------- |
| 1  | 16 settembre 2016           | ISBN 978-4-09-127342-0      |                             |
| 2  | 18 gennaio 2017             | ISBN 978-4-09-127488-5      |                             |
| 3  | 18 aprile 2017              | ISBN 978-4-09-127560-8      |                             |
| 4  | 18 luglio 2017              | ISBN 978-4-09-127669-8      |                             |
| 5  | 18 ottobre 2017             | ISBN 978-4-09-127860-9      |                             |
| 6  | 18 gennaio 2018             | ISBN 978-4-09-128073-2      |                             |
| 7  | 12 aprile 2018              | ISBN 978-4-09-128227-9      |                             |
| 8  | 17 agosto 2018              | ISBN 978-4-09-128381-8      |                             |
| 9  | 16 novembre 2018            | ISBN 978-4-09-128577-5      |                             |
| 10 | 18 febbraio 2019            | ISBN 978-4-09-128801-1      |                             |
| 11 | 17 maggio 2019              | ISBN 978-4-09-129157-8      |                             |
| 12 | 18 settembre 2019           | ISBN 978-4-09-129332-9      |                             |
| 13 | 17 gennaio 2020             | ISBN 978-4-09-129546-0      |                             |
| 14 | 16 aprile 2020              | ISBN 978-4-09-129563-7      |                             |
| 15 | 17 luglio 2020              | ISBN 978-4-09-850162-5      |                             |
| 16 | 16 ottobre 2020             | ISBN 978-4-09-850270-7      |                             |
| 17 | 18 dicembre 2020            | ISBN 978-4-09-850366-7      |                             |
| 18 | 18 maggio 2021              | ISBN 978-4-09-850525-8      |                             |
| 19 | 18 agosto 2021              | ISBN 978-4-09-850640-8      |                             |
| 20 | 18 novembre 2021            | ISBN 978-4-09-850729-0      |                             |
| 21 | 17 marzo 2022               | ISBN 978-4-09-850869-3      |                             |
| 22 | 17 giugno 2022              | ISBN 978-4-09-851146-4      |                             |
| 23 | 18 ottobre 2022             | ISBN 978-4-09-851346-8      |                             |
| 24 | 16 marzo 2023               | ISBN 978-4-09-851772-5      |                             |
| 25 | 18 luglio 2023              | ISBN 978-4-09-852613-0      |                             |
| 26 | 17 novembre 2023            | ISBN 978-4-09-853013-7      |                             |
| 27 | 18 marzo 2024               | ISBN 978-4-09-853177-6      |                             |
| 28 | 18 settembre 2024           | ISBN 978-4-09-853573-6      |                             |
| 29 | 18 febbraio 2025            | ISBN 978-4-09-854008-2      |                             |

### Anime
Annunciato il 18 settembre 2019 su Weekly Shōnen Sunday, un adattamento anime di dodici episodi, prodotto da Doga Kobo e diretto da Mitsue Yamazaki, è stato trasmesso in Giappone dal 5 ottobre al 21 dicembre 2020. La composizione della serie è a cura di Yoshiko Nakamura, mentre la colonna sonora è stata composta da Yukari Hashimoto. Le sigle di apertura e chiusura sono rispettivamente Kaimin! Anmin! Syalist seikatsu (快眠！安眠！スヤリスト生活?, Kaimin! Anmin! Suyarisuto seikatsu) di Inori Minase e Gimmme! di Oresama. La serie è stata trasmessa in simulcast da Funimation in America del Nord. In Italia la serie è stata pubblicata in versione sottotitolata su Crunchyroll in latecast a settembre 2022.

#### Episodi
| Nº | Titolo italiano Giapponese 「Kanji」 - Rōmaji | In onda          | In onda |
| Nº | Titolo italiano Giapponese 「Kanji」 - Rōmaji | Giapponese       |         |
| 1  | L'insonne principessa del castello 「眠れぬ城の姫」 - Nemurenu shiro no hime | 5 ottobre 2020   |         |
| 1  | Il Re Demone Tasogare attacca il regno umano di Buonsonno e rapisce la Principessa Syalis, chiedendo la resa del regno in cambio della sua liberazione. La gente è preoccupata e un Eroe di nome Akatsuki parte per salvarla. Syalis è rinchiusa in una cella nel Castello Demoniaco, ma non ha intenzione di scappare: vuole solo fuggire dallo stress della vita reale e dormire. Trova il suo cuscino scomodo e nota alcuni piccoli demoni orsetto che le portano del cibo. Invece di far loro del male, li spazzola per ottenere il loro pelo, scoprendo che così può corromperli per farsi consegnare le chiavi della cella se necessario. Con alcuni aculei di Spinadillo e delle erbe, crea un cuscino migliore. Poi scambia la sua corona con lo Stregone delle forbici per ottenere delle forbici con cui si fa una fascia per la testa più comoda. Vuole anche un nuovo lenzuolo, così esce dalla cella e, usando delle forbici giganti, cerca il tessuto giusto nel castello, trovandolo in un Manto fantasma. Non riuscendo a dormire per i rumori, ruba un amuleto del vento da uno scudo con l'aiuto di un Diamante crudele. Mentre attraversa una zona di lava, scivola e cade, ma viene salvata dal Demone Chierico che gestisce la cattedrale sotto il castello. Usa una bara come letto per isolarsi dal rumore, la rifinisce e la lucida, poi si addormenta dentro mentre viene riportata nella cella. Tasogare scopre cosa fa, ma ogni volta che prova a parlarle lei dorme. Nel frattempo, Akatsuki fatica sempre di più a salvarla a causa della forza delle truppe di Tasogare. |                  |         |
| 2  | La principessa e la furiosa morbidezza 「姫と怒りのモフモフ」 - Hime to ikari no mofumofu | 12 ottobre 2020  |         |
| 2  | Akatsuki e il suo gruppo cercano di attraversare un labirinto, ma vengono fermati da Tasogare, che li provoca prima di andarsene. Riescono a fuggire, ma si trovano di fronte a un potente Drago delle sabbie, costringendo Akatsuki a ritirarsi. Nel castello, Syalis, infastidita dalle zanzare, decide di realizzare una zanzariera. Viene affrontata dal Manto mostruoso, capo dei Manti fantasma, che cerca di fermarla, ma lei utilizza il suo tessuto per creare la rete. Per fissarla, lega la zanzariera a un nido della fenice e inganna un Gatto timbratore per usare le sue scarpe che permettono di camminare sui muri, così da raggiungere il nido. Tasogare, credendo che Syalis voglia aiutare Akatsuki, tenta di fermarla con i suoi seguaci, ma scopre che la zanzariera non ruba le uova dal nido, bensì sfrutta il loro potere per far sparire le punture di insetto di Syalis. Dopo aver completato la zanzariera, Syalis torna nella sua cella a dormire. Successivamente, prova a usare una pozione per dormire senza successo e tenta di dormire su funghi velenosi, venendo più volte salvata dal Demone Chierico. Quando tenta di prendere un'altra pozione, viene scoperta dal Grande Siberiano Rosso, il servitore di Tasogare, che la riporta in cella e le fa restituire tutto tranne il suo animale domestico, un demone orsetto. Durante le lezioni, Syalis si addormenta spesso, causando frustrazione nel suo insegnante, che però rinuncia all'idea di tagliarsi la pelliccia, amata da lei come cuscino. |                  |         |
| 3  | La principessa e il sapere proibito 「姫と禁断の叡智」 - Hime to kindan no eichi | 19 ottobre 2020  |         |
| 3  | Venuta a sapere dell'esistenza di grimori nascosti nel castello, Syalis si intrufola nella biblioteca per trovare uno da leggere e riuscire a dormire. Per errore apre un grimorio che contiene uno spirito chiamato Alazif, che spera di essere usato per distruggere i demoni, ma Syalis è interessata solo a dormire. Alazif le insegna un incantesimo del sonno che addormenta tutti tranne loro due. Frustrato dal fatto che Syalis usi i grimori come letto invece di fuggire, Alazif la supporta comunque. Incapace di dormire, Syalis chiede al demone orsetto di stimolarle i punti di pressione, ma senza successo, quindi si rivolge a Tasogare, che accetta di aiutarla. Desiderando la luce del sole a causa della perpetua notte nel castello, Syalis nota un bagliore nella Foresta del Sacro Tesoro e si dirige lì. Nonostante le trappole, riesce a fuggire e trova l'arma suprema di Tasogare, una spada lucente. I demoni, sorpresi dal suo ritorno volontario con l'arma, la vedono usare la spada e un panno per creare un sole artificiali che le permette di dormire meglio. Nel frattempo, Akatsuki e il suo gruppo continuano il loro avanzamento verso il Castello Demoniaco. |                  |         |
| 4  | La principessa, la distruzione e un breve viaggio 「姫と破壊と小さな冒険」 - Hime to hakai to chiisa na bōken | 26 ottobre 2020  |         |
| 4  | Mentre fa il bagno, la vasca di Syalis si rompe perché troppo piccola per lei. Si reca quindi alle terme pubbliche e devia l'acqua verso la sua cella. Non avendo una vasca più grande, fa esplodere Rocket Turtle per usare il suo guscio come vasca improvvisata, ma viene punita dal Grande Siberiano Rosso che la obbliga a rimettere insieme la tartaruga. Quando la temperatura sale troppo, Syalis non riesce a dormire, Notando una rivolta tra demoni del ghiaccio contro quelli del fuoco, si reca nella Zona Artica e usa il corpo del Genio dei Copertoni per proteggersi dal freddo, lasciando quest'ultimo in forma gassosa. Viene scambiata per l'Ice Golem, il capo dei demoni del ghiaccio, e inganna i demoni facendoli costruire un igloo nella sua cella usando il corpo del vero Ice Golem, che fornisce aria fredda. Anche questa volta Grande Siberiano la punisce facendole riassemblare l'Ice Golem. Tempo dopo, Syalis si rimpicciolisce accidentalmente dopo aver trovato una clessidra dell'apporto. Non riuscendo a portare le sue cose, gli abitanti del castello iniziano a giocare con lei mentre lei cerca disperatamente di tornare nella sua stanza, finendo per addormentarsi. Successivamente torna alla sua dimensione normale. |                  |         |
| 5  | La principessa e le dame guerriere 「姫と戦う女たち」 - Hime to tatakau onnatachi | 2 novembre 2020  |         |
| 5  | Un gruppo di demoni femmina rientra dalla guerra contro gli umani. La giovane Arpia cerca di stringere amicizia con Syalis, ma questa accetta solo per poter usare le sue ali come cuscini. Per migliorare il proprio materasso, si fa portare alle grandi corna del castello, morbide all'interno, da cui estrae il soffice materiale. Trascorre la notte dormendo con Arpia e poi restituisce il materiale a Tasogare. Nel frattempo, il gruppo di Tasogare sconfigge il Drago delle sabbie e Tasogare convoca una riunione tra i demoni. Syalis, disturbando l'incontro con le sue buffonate, viene allontanata dal Grande Siberiano Rosso. Poco dopo, viene vista usare il fratello maggiore di Neo Alraune, simile a un ceppo d'albero, come letto improvvisato, senza fargli male. Il giorno seguente Neo visita Syalis chiedendosi se lei sia davvero umana. |                  |         |
| 6  | La determinazione della principessa 「姫の迷いなき選択」 - Hime no mayoi naki sentaku | 9 novembre 2020  |         |
| 6  | Il gruppo di Akatsuki si imbatte in tre sentieri che conducono a delle grotte, che però si rivelano tutti delle trappole. Nel frattempo, Syalis cerca un modo per lavare le lenzuola macchiate. Tasogare scopre che l'eroe ha scarso senso dell'orientamento e decide di aiutarlo. Mentre il demone maestro costruttore Professor Gearbolt propone un'idea, Syalis usa l'acqua di una fontana sottomarina e un Guerriero bollicina come sapone per lavare le lenzuola. Poi usa il congegno magnetico Magnespear e il robot Neo Gearbolter come asciugatrice. Sebbene la lenzuola si asciughi, il robot viene distrutto. Il Grande Siberiano Rosso punisce Syalis per l'accaduto, mentre Gearbolt si mette a costruire un nuovo robot modellato su Syalis. Syalis decide poi di realizzare della biancheria di lana; cercando di farlo in segreto per evitare malintesi, suscita invece sospetti tra gli abitanti del castello, ma alla fine completa il suo progetto. Tasogare, preoccupato da un presunto piano di Syalis, la trova addormentata. Incapace di dormire, Syalis tenta di far addormentare Tasogare, ma senza successo, finché non ricorda il metodo materno di fargli la ninna nanna, che funziona per entrambi. I demoni orsetto la riportano infine nella sua stanza. Nel frattempo, l'eroe è tornato a Buonsonno, mentre il robot di Gearbolt rimane inutilizzato. |                  |         |
| 7  | L'ancor più insonne principessa del castello 「もっと眠れぬ城の姫」 - Motto nemurenu shiro no hime | 16 novembre 2020 |         |
| 7  | Syalis viene rapita dalla sua cella da Hades, fratello di Poseidone, che si ritira per non farsi coinvolgere. Hades intende usare Syalis per ottenere il trono, ma lei, più interessata a dormire, si preoccupa solo di rifare il letto. Riesce a fuggire dalla cella, costringendo con minacce gli scagnozzi di Hades, Cer, Ber e Rus, ad aiutarla. Mentre Tasogare e il suo gruppo comunicano con Hades tramite uno schermo, Syalis gli ruba i vestiti con l'aiuto di Tasogare, che lo distrae, rendendo la conversazione imbarazzante. Dopo aver completato il nuovo cuscino, Syalis affronta diverse trappole e incontra Somnus, un demone che deve dormire spesso per sopravvivere, da cui chiede consigli per dormire meglio. Disattivate le trappole, trasforma il loro meccanismo in un letto improvvisato. Nel frattempo, Tasogare organizza una missione di salvataggio portando con sé oggetti per il comfort di Syalis. La principessa si risveglia in una stanza piena di cappotti, che utilizza insieme a materiali presi da un laboratorio di magia per creare un altro letto improvvisato. Tasogare affronta Hades, ma quando vedono Syalis fuggire su un letto volante artigianale verso il Castello Demoniaco, interrompono la battaglia per seguirla. Syalis torna infine a dormire nella sua cella. |                  |         |
| 8  | La principessa e il tremendo incubo demoniaco 「姫と魔族の恐るべき悪夢」 - Hime to mazoku no osorubeki akumu | 23 novembre 2020 |         |
| 8  | Uno dei seguaci di Akatsuki apre un piccolo portale per raggiungere Syalis, ma è troppo stretto e finisce per toccarle la testa mentre dorme. Quando l'energia si esaurisce, non riesce più a riaprilo. Akatsuki promette comunque di salvarla. Tasogare convoca una riunione e invia il Drago del Fuoco Venefico per affrontare Akatsuki. Syalis interrompe la riunione raccontando un incubo sul suo amico d'infanzia, che si scopre essere Akatsuki, noto per la sua goffaggine, anche se lei non ricorda il suo nome. Rivela inoltre che erano fidanzati prima di tornare nella sua cella a dormire. Il Demone Chierico capisce chi è l'amico e ordina al Drago del Fuoco Venefico di eliminare Akatsuki. Dopo aver scoperto di avere delle carie, Syalis viene portata dal Dentista Maledetto, ma rifiuta di aprire la bocca per imbarazzo. Un demone orsetto riesce a curarle le carie e lei si addormenta. In seguito, il gruppo di Akatsuki affronta il Drago, ma gli oggetti di quest'ultimo si rivelano inutili, portandolo alla sconfitta. Si scopre che Tasogare e i suoi hanno scambiato gli oggetti del Drago a causa dell'interferenza di Syalis, anche se la colpa viene attribuita a lei. I demoni devono quindi fermare il Drago dall'attaccare Syalis, mentre il gruppo di Akatsuki prosegue il viaggio. |                  |         |
| 9  | La principessa e la settimana educativa degli ostaggi 「姫と人質強化週間」 - Hime to hitojichi kyōka shūkan | 30 novembre 2020 |         |
| 9  | Mentre guarda la TV, Syalis pensa di comprare un materasso ad acqua, ma non riesce a ordinarlo e decide quindi di costruirsene uno da sola. I demoni, esasperati dal suo comportamento, decidono di ignorarla come se fosse una prigioniera. Tuttavia, mentre Syalis raccoglie materiali per il letto, i demoni faticano a far finta di niente e finiscono per aiutarla. Tentano allora un altro piano: dopo un consiglio involontario di Hades, cercano di costringerla a lavorare, ma anche questo fallisce quando Syalis completa tutti i compiti in un solo giorno. Tasogare cattura dei banditi umani e li usa per mostrare a Syalis come dovrebbe comportarsi un ostaggio. Lei accetta di fingersi prigioniera, ma ci prende troppo gusto, causando un'altra sconfitta per i demoni, pur mantenendo il suo ruolo di "damigella in pericolo". La sera, Syalis si chiede perché umani e demoni siano in conflitto. |                  |         |
| 10 | La principessa ad Endopolis 「姫とオワリノシティ」 - Hime to owari no Shiti | 7 dicembre 2020  |         |
| 10 | Desiderosa di un nuovo prodotto per dormire, Syalis scappa dal castello per procurarselo. I demoni, dopo alcune difficoltà, riescono a catturarla usando un letto come gabbia. Quando lei spiega che vuole solo andare in città per comprare un nuovo cuscino massaggiante, accettano a malincuore di aiutarla, travestendosi per non farsi riconoscere dagli umani. Durante la loro visita alla fiera umana presso la città di Endopolis, Syalis si addormenta di nuovo. Alla fine riescono a prendere il cuscino e a godersi i fuochi d'artificio, ma la principessa fatica a dormire. Tornano quindi al castello portando Syalis addormentata. Il giorno dopo, Syalis regala il cuscino ai demoni orsetto, mentre Neo e Poseidone si godono i souvenir della fiera. |                  |         |
| 11 | La principessa e i tremendi incubi 「姫の眠れない夢」 - Hime no nemurenai yume | 14 dicembre 2020 |         |
| 11 | Quando Tasogare scopre che l'eroe si sta avvicinando a un'area in costruzione, parte per avvertirlo di prendere la strada a sinistra, anche se Akatsuki è scettico. Intanto Arpia fa visita a Syalis, che decide di organizzare un pigiama party. Syalis prova a fare una festa di prova con Tasogare, ma finisce male e il Demone Chierico, geloso, attacca Tasogare, costringendo Syalis a cancellare l'evento. Arriva Cubey, una succuba identica a Syalis, che vuole diventare popolare come lei. Decisa a farne una sosia, Syalis sottopone Cubey a un addestramento duro e violento; durante una delle prove, però, è Syalis stessa a finire nella lava, e il Demone Chierico è costretto a rianimarla. In seguito, Syalis non riesce a dormire a causa degli incubi, così i demoni chiamano Somnus per aiutarla. Vedendo i suoi sogni, scoprono il suo passato conflitto con Akatsuki e che da bambina cercava di ignorarlo. Tasogare si rende conto di aver lasciato inconsapevolmente una pergamena di Legame Onirico che permette ad Akatsuki di apparire nei sogni di Syalis. Dopo aver recuperato la pergamena, Syalis riesce finalmente a dormire tranquilla e viene riportata nella sua cella dai demoni orsetto. Tasogare decide quindi di rendere l'area in costruzione ancora più difficile. Syalis si sveglia trovando una fetta di torta lasciata per lei. |                  |         |
| 12 | La principessa dormiente del Castello Demoniaco 「魔王城の眠り姫」 - Maōjō no nemuri hime | 21 dicembre 2020 |         |
| 12 | Arriva il Natale e Syalis desidera vedere Babbo Natale, ma Tasogare non è d'accordo. Da una lettera scritta da Syalis a Babbo Natale scoprono che lei vuole tornare a casa, in realtà per recuperare della biancheria di lana dal suo guardaroba. Tasogare e il Demone Chierico accettano a malincuore di aiutarla, a patto di tornare subito al castello dopo e di teletrasportarsi nella sua stanza a Buonsonno. Quando la regina Nem Lis, madre di Syalis, si avvicina, il gruppo si nasconde in un armadio. Nem Lis trova Cubey, la sosia di Syalis portata dal Demone Chierico in caso di emergenza, e, credendola la figlia rapita, la mostra al regno come segno del ritorno della principessa. Sapendo che ciò è un problema, Syalis e i demoni cercano un modo per salvarla, evitando per poco un paladino di nome Morgen. Un altro paladino, Stella del Vespro, scopre la loro presenza e giura di catturarli. Per ingannarlo, si travestono da Morgen. Quando Stella racconta storie dell'infanzia di Syalis, lei si imbarazza e Tasogare e il Demone Chierico cercano di calmarla, ma così svelano la loro identità. Inseguendoli, Stella si addormenta all'alba, sua nota debolezza. Syalis mette in atto il suo piano mentre Nem Lis annuncia al regno il ritorno della figlia, ignara che con lei non è la vera Syalis. Anche il gruppo di Akatsuki torna nel regno per assistere all'evento. Durante l'annuncio, la vera Syalis aiuta Cubey a parlare in pubblico travestita, mentre Tasogare e il Demone Chierico tengono lontani i soldati. Poi Syalis si traveste da Re Demone e "rapisce" di nuovo la principessa, ordinando a Tasogare e al Demone Chierico di portare lei e Cubey al Castello Demoniaco. Akatsuki arriva troppo tardi per fermarli. Nem Lis riconosce la vera figlia e si dichiara orgogliosa di lei nonostante tutto. Tornati al castello, i demoni festeggiano il Natale, ma si accorgono di aver dimenticato la biancheria di lana e devono tornare a Buonsonno a prenderla. Syalis la condivide con i demoni orsetto prima di riaddormentarsi. |                  |         |

## Accoglienza
Nel 2017, la serie si è classificata al 16° posto alla terza edizione del Next Manga Award nella categoria cartacea.
Lo staff di Anime News Network ha incluso Sleepy Princess in the Demon Castle nella sua lista dei 5 migliori anime del 2020: Rebecca Silverman lo ha collocato al quarto posto, lodando il modo in cui il manga di partenza viene selezionato e riunito nel suo insieme, concludendo che: "Non è solo divertente, ma anche uno dei migliori adattamenti che abbia mai visto, e non vedo l'ora di ricominciare a guardarlo non appena finirà". Caitlin Moore lo ha collocato al quinto posto, elogiando Mitsue Yamazaki e Yoshiko Nakamura per aver adattato il "materiale di partenza già divertente, modificando le battute e incorporando tempi comici di una frazione di secondo per renderlo assolutamente esilarante".
Honey's Anime ha considerato la principessa Syalis come una delle ragazze con la capacità di risolvere i problemi che avrebbe fatto ridere i telespettatori, trovandola come uno dei migliori personaggi femminili degli anime usciti nel 2020.